# لومونوسوف (روسیه)

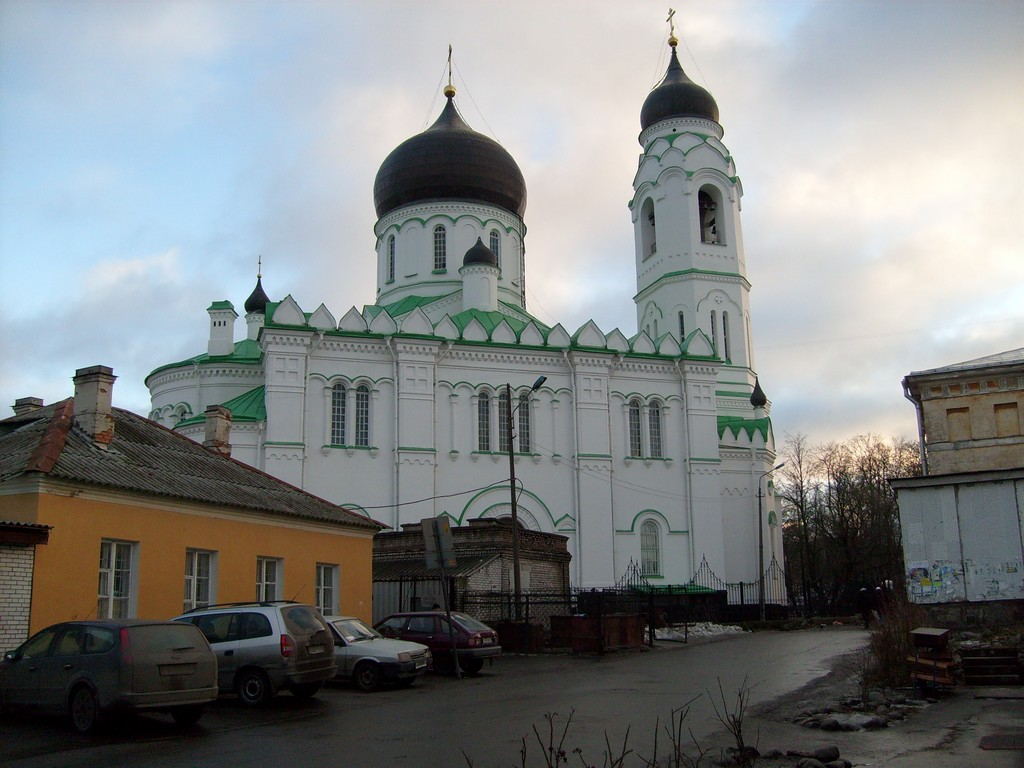
کلیسای جامع سنت مایکل آرچانجل.

لومونسوف (به روسی: Ломоносов) نام قدیم اورانینباوم، (Oranienbaum, Ораниенба́ум) نام یکی از شهرهای روسیه است که در سواحل جنوبی خلیج فنلاند قرار گرفته‌است . این شهر در ۴۰ کیلومتری غرب سنت پترزبورگ قرار دارد . بر اساس سرشماری سال ۲۰۰۲ جمعیت این شهر ۳۷،۷۷۶ نفر می‌باشد .

## افراد مشهور
ایگور استراوینسکی آهنگساز معروف روس و همچنین الکساندر موستوفوی فوتبالیست تیم شوروی سابق در این شهر به دنیا آمده‌اند .

## نگارخانه

موقعیت شهر بر روی نقشه
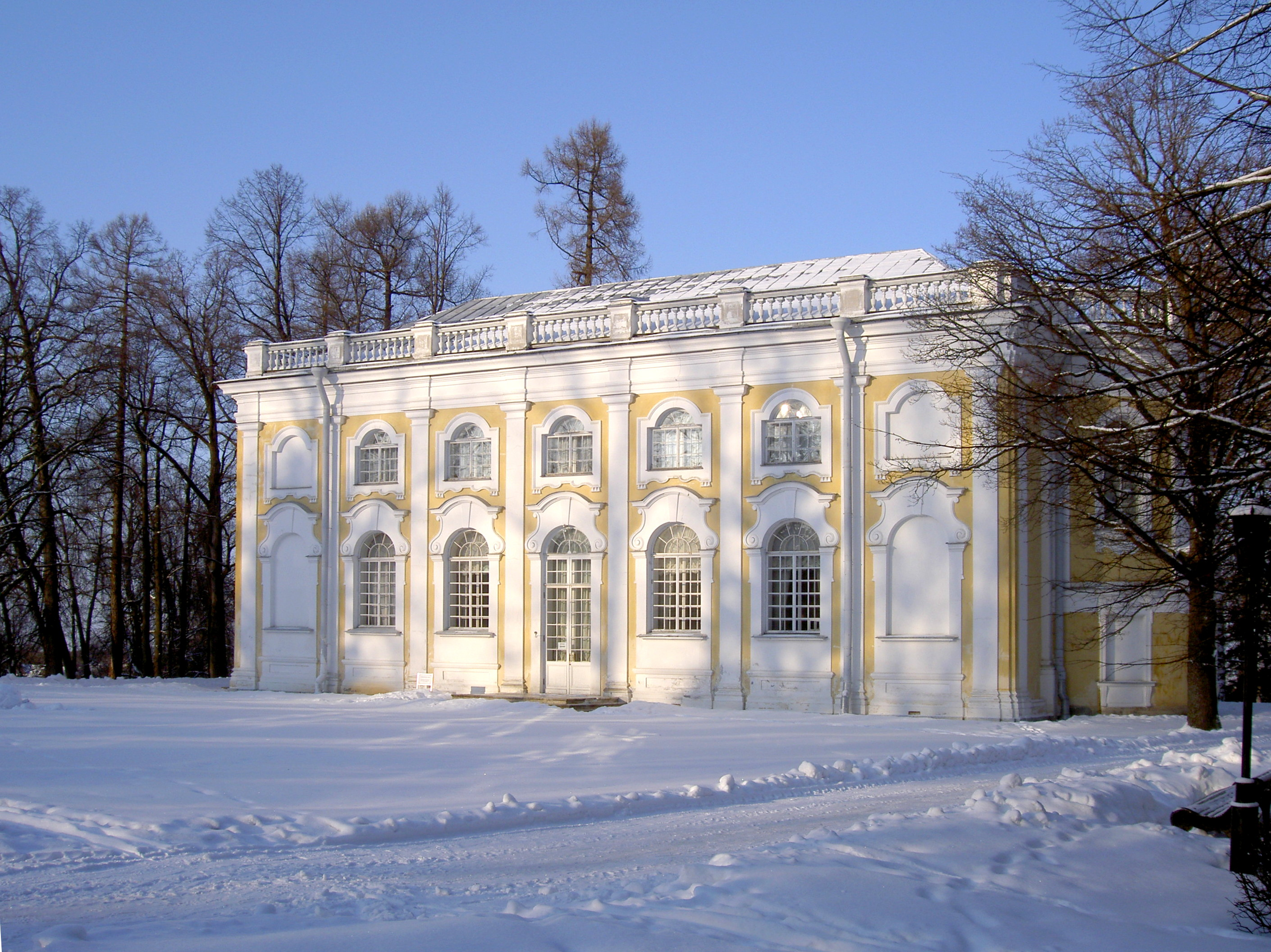
عمارت کلاه‌فرنگی کامنو
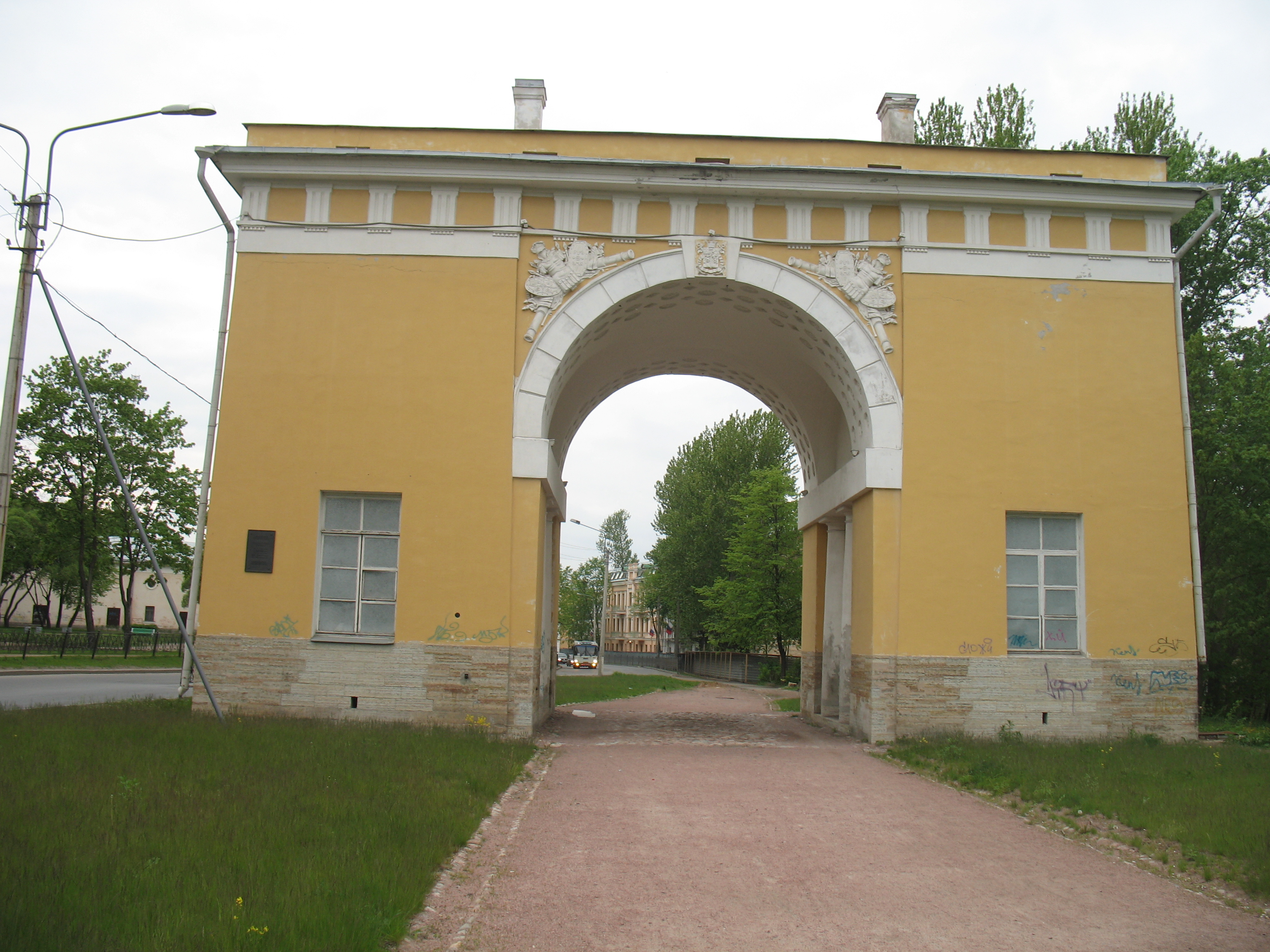
دروازه شهر لومونسوف
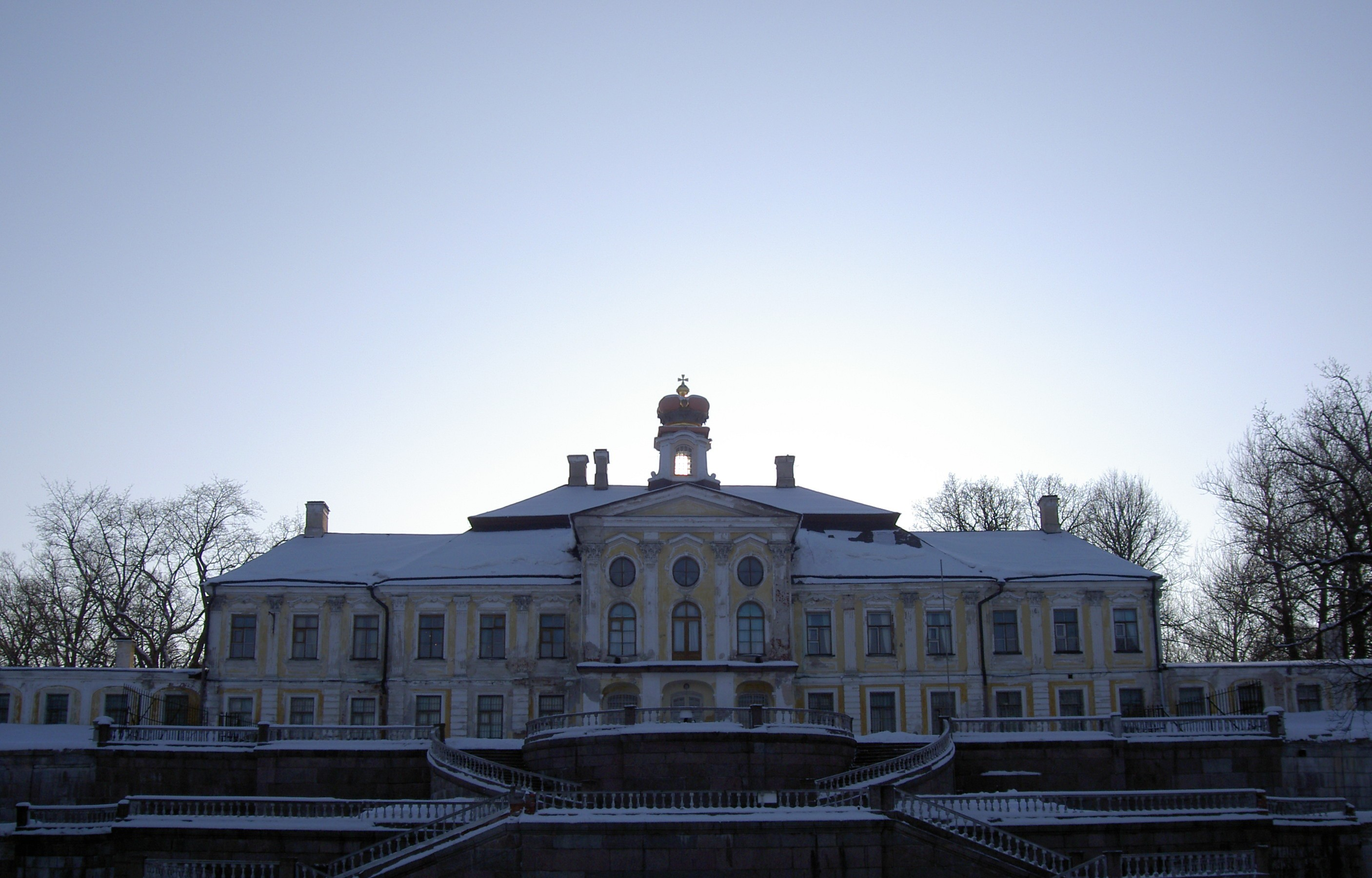
کاخ بزرگ منشیکوف